# Ayo Ayoola-Amale
Ayo Ayoola-Amale   (Jos, 21 de maig de 1970) és una poeta i advocada nigeriana.

## Biografia

### Primers anys de vida
Ayo Ayoola-Amale va néixer com Adebisi Ayo Adekeye a Jos, Nigèria.
Es va unir al moviment per la pau a una edat molt jove i es va convertir en líder del club Rotaract i Girls Guide quan sent adolescent es van crear grups de Girl Guiding amb l'objectiu de treballar en qüestions de justícia social, com ara la violència contra les dones i les nenes. Va ser membre del club rotari i Women in Nigeria (WIN).
El seu pare era advocat i llicenciat a la Universitat de Londres i era un oficial de seguretat estatal de carrera que va servir desinteressadament a Nigèria com a assessor de seguretat nacional, assessor de seguretat del vicepresident i director del servei de seguretat estatal. Actualment és el conseller delegat d'un grup de seguretat i president d'altres empreses; la seva mare, una princesa, era dona de negocis. Als deu anys es va traslladar al nord de Nigèria, com a conseqüència del nomenament oficial del seu pare, on va créixer a la zona de Kano reservada exclusivament al govern. A la jove Ayo li encantaven els llibres i llegia amb voracitat. Va ser alumna de l'escola secundària St Louis, Bompai, Kano.
Va estudiar dret a la Universitat Obafemi Awolowo i va ser convocada al Col·legi d'Advocats el 1993. Més tard, va assistir a la Universitat de Lagos, on va obtenir el seu primer màster en dret i la Universitat de Ghana on es va graduar amb un màster en dret en resolució alternativa de conflictes. Va prendre el cognom Amale quan es va casar. Actualment, resideix a Accra i sovint viatja per tot el món en missions de pau mundials amb missatges de pau i harmonia globals inspiradors de la vida.

### Carrera
Ayo és advocada, professional en resolució de conflictes, defensora del poble, facilitadora certificada i líder, primers serveis de resolució de conflictes, Inc. És membre del Chartered Institute of Arbitrators, Regne Unit. Va ser professora i presidenta del departament de dret a la Kings Law Law School de la Universitat de Wisconsin i a la Ghana University College of Technology d'Accra, Ghana.

### Treballs de construcció de pau
Va fundar la Women International League for Peace and Freedom (WILPF), secció de Ghana, i actualment n'és la presidenta. Ayo és vicepresidenta sènior d'Àfrica de l'Associació Internacional d'Educadors per a la Pau Mundial (IAEWP) i presidenta regional per a l'Àfrica de la Comissió Diplomàtica de l'IAEWP (ONG ECOSOC - Nacions Unides) IAEWP -guardonat amb el premi Peace Messenger de 1987 l'ONU. És l'antiga cancellera nacional del Capítol de Nigèria (IAEWP) i exvicepresidenta internacional d'Àfrica Occidental (IAEWP).
Ayo és vicepresidenta de l'Associació Global Harmony (GHA), presidenta de GHA Africa. També va ser directora general de Pearl-Allied Group of Company, Nigèria (1996-2008). És membre de l'equip internacional d'experts dedicats, One Humanity Institute, Auschwitz-Oswiecim, Polònia, membre del Consell consultiu de líders, Ciutats Internacionals de la Pau, EUA, Membre del Consell Consultiu Internacional de la Constitució Mundial i Association del Parlament (WCPA), membre del consell assessor internacional de Sri Ramanuja Mission Trust, Índia.
Ella és l'ambaixadora de la Love Foundation, Regne Unit i va formar part de la sèrie d'entrevistes Love it with me UK part 1 i 2.
Forma part del Comitè Consultiu Central del Projecte de Recerca Interdisciplinària i Harmonia Existencial i de la Conferència Mundial 2015. Va ser la secretària nacional de la Coalició d'ONG associades amb l'ONU-DPI a Ghana i l'assessora legal per a la Ghana Federation of the Disabled, un servei voluntari que presta per a la humanitat). Ayo també és membre executiu del Consell Nacional de la Pau (Capítol Internacional de la Federació Universal de la Pau). Va ser la representant regional de l'Organització Mundial de Mediació. Actualment és membre de l'OMM. Ayo és membre de, International Editorial Board of Poetry and Peace Journal, International Society for Intercultural Studies and Research (ISISAR), i ha contribuït a capítols de llibres de pau globals, és col·laboradora de capítols a ISISAR Journals, Handbook of Research Examining Global Peacemaking a l'Era Global, Ciències de la Pau Global, etc. Ha assistit a diverses conferències de mediació i construcció de pau, a nivell nacional i internacional.

### Obra literària
El 2010, Ayo va fundar la fundació poètica Splendors of Dawn i, juntament amb el poeta i escriptor nigerià, Diego Odoh Okenyodo, va cofundar el 2013 el West Africa Poetry Prize (WAPP), del qual és directora. És editora i coeditora de l'Antologia "Notes of a Baobab" del portal de Butterflies and Elephats on Moon, Forum of Science and the Arts i membre del consell editorial de la revista Wuerzart Literary, Alemanya. És la consellera delegada de la sèrie Heritage & On the Pathway: Every Child's fables, Poems, Nursely Rhymes and Plays.
Ayo Ayoola-Amale és autora de sis volums de poemes i una obra de teatre i ha interpretat la seva poesia en esdeveniments nacionals i internacionals. Ha presentat el seu treball i les seves idees a universitats, conferències i festivals a nivell local, nacional i internacional. Algunes de les seves obres literàries inclouen Broken Dreams (2011), una obra teatral, Life Script, un recull de poemes amb alguns publicats en línia. És la vicepresidenta d'Àfrica dels Poets of the World, membre executiva del moviment poètic mundial, International Pen, Mbassem Women Writers Forum i FIDA. Va ser l'assessora legal de l'Associació d'Escriptors de Ghana.